# Cleidion gabonicum
Cleidion gabonicum là một loài thực vật có hoa trong họ Đại kích. Loài này được Baill. mô tả khoa học đầu tiên năm 1874.